# エイシンサンディ
エイシンサンディ（欧字名:Eishin Sandy、1993年4月4日 - 2019年2月2日）は、日本の競走馬、種牡馬。

## 経歴
右肩を負傷したことにより競走馬としては一度もレースに出走することなく引退したが、父がサンデーサイレンス、母もオープン馬であったことからレックススタッドで種牡馬となった。当初その種付け料は無料であり、45頭の牝馬に種付けを行ったが、その後19頭、15頭、7頭と落ち込んでいった。初年度産駒のミツアキサイレンスがダートグレード競走を含む複数の重賞を優勝するなど産駒が活躍し、5年目のシーズンには163頭の牝馬を集める人気種牡馬となった。
2014年の種付けを最後に種牡馬を引退しレックススタッドを退厩、功労馬として鹿児島県のホーストラストで余生を送っていたが、2019年2月2日朝、放牧地で倒れているところをスタッフにより発見され、右後肢を骨折しており既に死亡していた。26歳没。
後継として、ミツアキサイレンス、ホールウォーカー、セイクリムズンが種牡馬入りしている。

## 主な産駒

### グレード制重賞優勝馬
- 1997年産
  - ミツアキサイレンス（兵庫チャンピオンシップ、佐賀記念2勝、名古屋グランプリ、他地方重賞6勝）[5]
- 2002年産
  - エイシンテンダー（チューリップ賞）[6]
- 2003年産
  - エイティジャガー（北海道2歳優駿）[7]
- 2004年産
  - ユウタービスケット（新潟ジャンプステークス）[8]
- 2006年産
  - セイクリムズン（カペラステークス、根岸ステークス、かきつばた記念2勝、黒船賞3勝、東京スプリント、さきたま杯）[9]

### 地方重賞優勝馬
- 1997年産
  - シャムスン（日本海ダービー、サラブレッド大賞典）[10]
- 2001年産
  - フジエスミリオーネ（北関東皐月賞、北関東ダービー、北関東菊花賞、北関東弥生賞、春光賞、3歳スプリンターズカップ、とちぎ大賞典、イノセントカップ、サンライズカップ）[11]
  - グローリサンディ（ひまわり賞、ノースクイーンカップ、華月賞、若草賞）[12]
  - ケイジーロマン（フローラルカップ、ゴールドジュニア）[13]
  - ハートドラゴン（ウイナーカップ）[14]
- 2002年産
  - マルヨサンデー（岐阜金賞、白銀争覇）[15]
  - キクノサンデー（サラブレッド大賞典）[16]
  - タマノダイキ（荒尾ダービー）[17]
  - ヒラマサファースト（北関東弥生賞）[18]
  - ミツアキチーター（サラ・プリンセス特別）[19]
- 2003年産
  - メイホウホップ（兼六園ジュニアカップ、北上川大賞典、九州大賞典、阿蘇山賞）[20]
  - タカノハルビー（新緑賞）[21]
- 2004年産
  - マルヨフェニックス（黒潮盃、スパーキングサマーカップ、ライデンリーダー記念、園田ユースカップ、東海ダービー、岐阜金賞、オッズパークグランプリ2009、姫山菊花賞2勝、東海桜花賞、みちのく大賞典、笠松グランプリ、六甲盃、東海菊花賞）[22]
  - ニシキコンコルド（新春ペガサスカップ）[23]
- 2005年産
  - ブライズメイト（東京プリンセス賞）[24]
  - サンディナナ（福山ダービー、福山3歳牝馬特別）[25]
  - ストロングライデン（リリーカップ）[26]
  - トミノプラネット（クイーンカップ〈福山競馬〉）[27]
  - キングサンディ（九州ジュニアチャンピオン）[28]
  - オグリオトメ（東海クイーンカップ）[29]
- 2006年産
  - タカヒロチャーム（ロジータ記念）[30]
- 2007年産
  - エーシンシャウラ（ライデンリーダー記念）[31]
  - マルヨサイレンス（岐阜金賞）[32]
- 2008年産
  - マルヨコンバット（新緑賞）[33]
- 2010年産
  - エーシンクリアー（兵庫若駒賞、園田ジュニアカップ、岐阜金賞、はがくれ大賞典連覇、姫山菊花賞、兵庫大賞典、イヌワシ賞）[34]
  - ハブアストロール（勝島王冠）[35]
- 2011年産
  - レガルスイ（京成盃グランドマイラーズ）[36]
- 2012年産
  - マルヨバナーヌ（ライデンリーダー記念）[37]

### その他
- ホールウォーカー（馬主の意向で種牡馬入り）[38]

### 母の父としての産駒
- トラスト（札幌2歳ステークス）- 父スクリーンヒーロー[39]
- エイシンフェンサー（シルクロードステークス）- 父ファインニードル[40]

## 血統表
| エイシンサンディの血統                                     | エイシンサンディの血統                               | エイシンサンディの血統                        | （血統表の出典）                              | （血統表の出典） |
| 父系                                                       | サンデーサイレンス系                                 | サンデーサイレンス系                          | サンデーサイレンス系                          | [ § 2 ]          |
| 父 *サンデーサイレンス Sunday Silence 1986 青鹿毛 アメリカ | 父の父Halo 1969 黒鹿毛 アメリカ                      | Hail to Reason                                | Turn-to                                       | Turn-to          |
| 父 *サンデーサイレンス Sunday Silence 1986 青鹿毛 アメリカ | 父の父Halo 1969 黒鹿毛 アメリカ                      | Hail to Reason                                | Nothirdchance                                 |                  |
| 父 *サンデーサイレンス Sunday Silence 1986 青鹿毛 アメリカ | 父の父Halo 1969 黒鹿毛 アメリカ                      | Cosmah                                        | Cosmic Bomb                                   | Cosmic Bomb      |
| 父 *サンデーサイレンス Sunday Silence 1986 青鹿毛 アメリカ | 父の父Halo 1969 黒鹿毛 アメリカ                      | Cosmah                                        | Almahmoud                                     |                  |
| 父 *サンデーサイレンス Sunday Silence 1986 青鹿毛 アメリカ | 父の母Wishing Well 1975 鹿毛 アメリカ                | Understanding                                 | Promised Land                                 | Promised Land    |
| 父 *サンデーサイレンス Sunday Silence 1986 青鹿毛 アメリカ | 父の母Wishing Well 1975 鹿毛 アメリカ                | Understanding                                 | Pretty Ways                                   |                  |
| 父 *サンデーサイレンス Sunday Silence 1986 青鹿毛 アメリカ | 父の母Wishing Well 1975 鹿毛 アメリカ                | Mountain Flower                               | Montparnasse                                  | Montparnasse     |
| 父 *サンデーサイレンス Sunday Silence 1986 青鹿毛 アメリカ | 父の母Wishing Well 1975 鹿毛 アメリカ                | Mountain Flower                               | Edelweiss                                     |                  |
| 母 エイシンウイザード 1986 芦毛 北海道浦河町               | 母の父*ノーザリー 1972 Northerly (USA) 鹿毛 アメリカ | Norhern Dancer                                | Nearctic                                      | Nearctic         |
| 母 エイシンウイザード 1986 芦毛 北海道浦河町               | 母の父*ノーザリー 1972 Northerly (USA) 鹿毛 アメリカ | Norhern Dancer                                | Natalma                                       |                  |
| 母 エイシンウイザード 1986 芦毛 北海道浦河町               | 母の父*ノーザリー 1972 Northerly (USA) 鹿毛 アメリカ | Politely                                      | Amerigo                                       | Amerigo          |
| 母 エイシンウイザード 1986 芦毛 北海道浦河町               | 母の父*ノーザリー 1972 Northerly (USA) 鹿毛 アメリカ | Politely                                      | Morn Again                                    |                  |
| 母 エイシンウイザード 1986 芦毛 北海道浦河町               | 母の母シルバーナイキ 1978 芦毛 北海道浦河町          | *ドン                                         | Grey Sovereign                                | Grey Sovereign   |
| 母 エイシンウイザード 1986 芦毛 北海道浦河町               | 母の母シルバーナイキ 1978 芦毛 北海道浦河町          | *ドン                                         | Diviana                                       |                  |
| 母 エイシンウイザード 1986 芦毛 北海道浦河町               | 母の母シルバーナイキ 1978 芦毛 北海道浦河町          | ケーブルビー                                  | *ムーティエ                                   | *ムーティエ      |
| 母 エイシンウイザード 1986 芦毛 北海道浦河町               | 母の母シルバーナイキ 1978 芦毛 北海道浦河町          | ケーブルビー                                  | ガーネツト                                    |                  |
| 母系(F-No.)                                                | フロリースカツプ系(FN:3-l)                           | フロリースカツプ系(FN:3-l)                    | フロリースカツプ系(FN:3-l)                    | [ § 3 ]          |
| 5代内の近親交配                                            | Almahmoud 4×5=9.38%、Nearco 5･5（母内）=6.25%        | Almahmoud 4×5=9.38%、Nearco 5･5（母内）=6.25% | Almahmoud 4×5=9.38%、Nearco 5･5（母内）=6.25% | [ § 4 ]          |
| 出典                                                       | 1. 2. 3. 4.                                          | 1. 2. 3. 4.                                   | 1. 2. 3. 4.                                   | 1. 2. 3. 4.      |

母エイシンウイザードは中央競馬のオープン馬として活躍し7勝を挙げている。従弟に2001年の産経大阪杯優勝馬トーホウドリームが、4代母ガーネツトからの牝系の活躍馬にメイショウサムソンがいる。